# Semiotus perangustus
Semiotus perangustus là một loài bọ cánh cứng trong họ Elateridae. Loài này được Wells miêu tả khoa học năm 2007.